# Reflexion (Spiel)
Reflexion ist ein 1979 im Ravensburger-Spieleverlag erschienenes Legespiel für 1 bis 2 Spieler. Bei diesem Spiel geht es darum, möglichst schnell – wenn es zu zweit gespielt wird – Muster nachzulegen. Mit den Legesteinen kann aber immer nur eine Hälfte gebildet werden, die andere entsteht durch Spiegelung.

## Inhalt
- 2 Spielflächen aus Kunststoff
- 2 einsteckbare Spiegel
- 4 gelb/rote Legesteine aus Kunststoff
- 31 Karten
- 1 Spielregel (16 DIN-A5-Seiten) in Deutsch, Französisch, Italienisch und Niederländisch

## Spielprinzip
Im Spiel zu Zweit erhält jeder Spieler 2 Legesteine und die Spielfläche mit Spiegel. Die Karten werden gemischt und eine Karte aufgedeckt. Wer das auf der Karte abgebildete Muster unter Zuhilfenahme des Spiegels zuerst nachlegen kann, erhält die Karte. Wer die meisten Karten erhält, gewinnt das Spiel.
Allein kann man entweder die Muster der Karten oder weitere in der Spielanleitung abgebildete Muster nachlegen. Hier stehen zusätzlich Muster, die aus 4 Legesteinen gebildet werden müssen, zur Verfügung.